# Danni Ashe
Danni Ashe (Beaufort, 16 gennaio 1968) è un'ex attrice pornografica statunitense.

## Biografia
Dopo aver iniziato la sua carriera come spogliarellista a Seattle, Washington, ha esercitato questa professione in diverse città, finché a Jacksonville, Florida, ha avuto dei guai con la polizia locale. Decide così di abbandonare quella vita. Secondo il sito IAFD, ha iniziato a lavorare nel mondo del cinema per adulti durante il 1992 e si è ritirata nel 2005.
Nel 1995 ha fondato "Danni's Hard Drive" (Danni.com), grazie al quale il 17 agosto 2000 il Guinness dei primati ha dichiarato Danni "La donna più scaricata da Internet". Sul finire del 2006 la Penthouse Media Group offre 3 milioni di dollari per acquistare il sito Danni.com e tutto ciò a esso correlato. È apparsa su famose riviste del genere come Playboy e Penthouse.

## Riconoscimenti
XRCO Award
- 2006 – Hall of Fame[3]

## Filmografia

### Attrice
- Trouble Times Two (1993)
- Mountainous Mams of Alyssa Alps (1993)
- Balance of Power (1993)
- Tit to Tit 3 (1994)
- A Good Day with Becky Sunshine (1994)
- Bound Bosom Buddies (1994)
- Boob Cruise '94 (1994)
- Becky and Danni (1994)
- Becky's Tongue Bath (1994)
- Best of Breasts 1 (1995)
- Best of Breasts 3 (1995)
- Voluptuous 4 (1995)
- I Can't Believe This Is Happening to Me! (1995)
- Day of the Witches (1995)
- Boob Cruise '95 (1995)
- Bondage Onstage (1995)
- Bombshells in Bondage (1995)
- Buxom Basics (1995)
- Tit to Tit 4 (1996)
- Double D Dolls 7 (1996)
- Busty Centerfolds 2 (1996)
- Busty Bangkok Bangers (1996)
- Big Boob Mamathon (1996)
- On Location in Fantasy Island (1997)
- Boob Cruise '97 (1997)
- Ben Dover Does the Boob Cruise (1997)
- Superheroine Double Feature (1998)
- Killer Sex Queens from Cyberspace (1998)
- The Best of Voluptuous (1998)
- Wild Desire (1998)
- The Best of Voluptuous Volume 2 (2001)
- Naughty Pinups (2002)
- Adult Stars Unleashed (2002)
- Virtual Lap Dancers (2003)
- Danni's Wet Adventures (2003)
- Internet Angels (2004)
- Danni's Busty Naturals: The Brunettes (2004)
- Football Fantasies (2004)
- Boobs on Fire (2004)
- Naked in 60 Seconds (2005)
- Danni's Hardbody Bombshells (2005)
- Danni's Busty Gifts (2005)
- Bodacious Babes (2005)

### Produttrice
- The Best of Juli Ashton (2000)
- Naughty Pinups (2002)
- Busty Naturals (2002)
- Virtual Lap Dancers (2003)
- Danni's International Beauties (2004)